# Bognera
Bognera é um género botânico da família das aráceas.